# Palestro (stacja metra)
Palestro – stacja metra w Mediolanie, na linii M1. Znajduje się na corso Venezia, na wysokości via Palestro, w Mediolanie i zlokalizowana jest pomiędzy stacjami Porta Venezia a San Babila. Została otwarta w 1964.